# Västgöta ståndsdragonregemente
Västgöta ståndsdragonregemente var ett tillfälligt kavalleriförband inom den svenska armén under Stora nordiska kriget. 
Förbandet sattes upp år 1703 av ståndspersoner och prästerskap i Västergötland, Närke och Värmland. 
I hemlandet. Två kompanier 1710-1712 förenade med Bohusläns dragonskvadron till ett regemente under Bjelke.
Livkompaniet var under en del av 1710-1711 i Finland. Vid armén på västkusten år 1714 (1 kompani i Uppland), i
Uppland år 1715. Insattes år 1717 i Livregementets dragoner (Rehnskiölds).
Regementet bestod ursprungligen av 664 dragoner. År 1712 angavs det för regementets hästar att de; skola finnas efter det gamla måttet 9 kvarter och 2 tum bakom sadeln, emellan 4 och 8 år utan fel, samt undersätsiga och starklemmade.

## Chefer
- 1703-1706: Carl Gustaf Kruuse
- 1706: Carl Gustaf Hårdh
- 1706–1708: Anders Ramsvärd
- 1709-1712: Ture Gabriel Bielke
- 1712-1714: Axel Sparre[2]